# レジナルド・ガーディナー
レジナルド・ガーディナー（Reginald Gardiner、1903年2月27日 - 1980年7月7日）は、イギリスの俳優。

## 出演作品
- ただいま熱愛中
- 裏街
- 底抜け楽じゃないデス
- 陽気のせいデス
- 奥様はジャズがお好き
- 意外な犯行
- 地獄の戦場
- あのアーミン毛皮の貴婦人
- アリゾナの決闘
- 小間使
- クリスマス・イン・コネチカット
- ドリー・シスターズ
- 晩餐に来た男
- 英空軍のアメリカ人
- 砂丘の敵
- チャップリンの独裁者 - シュルツ役
- 踊る騎士